# Barahona
Barahona, també coneguda com a Santa Cruz de Barahona és la ciutat principal de la província de Barahona, al sud de la República Dominicana. Disposa de port i atraccions d'ecoturisme, sent un centre de producció i indústria de sucre. Des del segle xviii, la regió estava ocupada per pescadors i gent que venia per aconseguir fusta. Quan Toussaint L'Ouverture va prendre la part oriental de l'illa Hispaniola en nom de França, va donar l'ordre de crear la ciutat de Barahona el 1802 com a part del departament d'Ozama. Després de la independència de 1844, Barahona fou un lloc militar de la província d'Azua. El 1858, Barahona va ser elevada a la categoria de municipi. Quan es va crear la província el 1881, Barahona va esdevenir el seu municipi principal.